# Valjak za tijesto
Valjak za tijesto jest 20 do 30 centimetara širok i masivan valjak s glatkom površinom i fiksnim ili slobodnim dršcima, a služi za ujednačeno valjanje tijesta, na primjer onih za tjesteninu, savijače, torte ili kolačiće.
Jednostavni valjci za tijesto sastoje se samo od četiri do pet centimetara debelog okruglog valjka. Profesionalni valjci za tijesto, poput onih koji se koriste u pekarnicama, većeg su promjera i često imaju kuglične ležajeve kako bi se smanjilo trenje između ručke i valjka.
Valjci za tijesto uglavnom se proizvode od bukve ili javora. Valjci su ponekad mramorni, plastični ili napravljeni od raznih kovina.